# Leptonychia tokana
Leptonychia tokana là một loài thực vật có hoa trong họ Cẩm quỳ. Loài này được Germ. mô tả khoa học đầu tiên năm 1961.